# Karl Hergt

Karl Hergt

Karl Hergt (* 2. November 1807 in Tauberbischofsheim; † 23. Dezember 1889 in Achern) war ein deutscher Anstaltspsychiater. Er wirkte von ihrer Eröffnung 1842 bis zu seinem Tod an der badischen Landes-Irrenanstalt Illenau, zuletzt ab 1878 als Direktor.

## Leben und Wirken
Hergt erlernte zunächst den Beruf des Apothekers, bevor er wie seine Brüder ein Studium der Medizin aufnahm, das ihn nach Heidelberg, Wien und Paris führte, und das er 1832 an der Universität Heidelberg abschloss. Sein Freund Christian Friedrich Wilhelm Roller warb ihn zur Mitarbeit in der Irrenanstalt Heidelberg. Zunächst jedoch unternahm Hergt eine zweijährige Studienreise, die ihn von Paris aus, wo er gemeinsam mit Heinrich Hoffmann studierte, über Montpellier und Marseille nach Mailand, Pavia, Bologna, Florenz, Rom und Neapel führte. In Marseille beteiligte er sich an der Bekämpfung einer Choleraepidemie. Zurück in Heidelberg wurde er zunächst am 18. Oktober 1835 Assistent Rollers im dortigen Badischen Irrenasyl. 1842 zog er als 2. Arzt mit Roller in die neu erbaute Landes-Irrenanstalt Illenau um. Nach Rollers Tod 1878 übernahm Hergt die Direktion der Anstalt, die er bis zu seinem Tod innehaben sollte.
Hergt erhielt 1856 die Ehrendoktorwürde der Universität Freiburg, wurde 1865 zum Geheimen Medizinalrat ernannt und zu seinem 50-jährigen Dienstjubiläum mit dem Stern zum Kommandeurkreuz des Zähringer Löwenordens in Brillanten ausgezeichnet. Hergt besaß außerdem den Hohenzollerschen Hausorden. 1879 wurde er in Achern zum Ehrenbürger ernannt.
Hergt war ein engagierter Anstaltspsychiater, der das Anstaltsregime im familialen Geist organisierte und ein patriarchalisches Verhältnis zu den Kranken und dem Anstaltspersonal pflegte. Wie auch Roller wollte er die Anwendung von Zwangsmitteln wie Zwangsjacke und Zwangsstuhl zwar beschränken, aber nicht ganz darauf verzichten. Er betätigte sich weniger schriftstellerisch als ärztlich, beeinflusste gleichwohl aber die nächste Generation von Psychiatern wie Bernhard von Gudden, Richard von Krafft-Ebing und Heinrich Schüle, die zumindest zeitweise in Illenau als Ärzte tätig waren und deshalb als neuere „Illenauer Schule“ bekannt wurden.

## Schriften
- Geschichte der beiden Cholera-Epidemien des südlichen Frankreichs in den Jahren 1834 und 1835. Hergt, Coblenz 1838. GoogleBooks
- Krankheitsgeschichte der „Mutter im Irrenhause“. In: Allg. Zeitschrift f. Psychiatrie. 8, 1851, S. 581–591, 664–670.
- Frauenkrankheiten und Seelenstörung. In: Allg. Zeitschrift f. Psychiatrie. 27, 1871, S. 657–672.
- Ueber subcutane Morphiuminjectionen. In: Allg. Zeitschrift f. Psychiatrie. 33, 1877, S. 261–275.
- Einiges zur Behandlung der Seelenstörungen. In: Allg. Zeitschrift f. Psychiatrie. 33, 1877, S. 803–837.